# Federico Antonio Ulrico di Waldeck e Pyrmont
Federico Antonio Ulrico di Waldeck e Pyrmont (Waldeck, 27 novembre 1676 – Bad Arolsen, 1º gennaio 1728) fu conte di Waldeck e Pyrmont dal 1706 al 1712 e principe di Waldeck e Pyrmont dal 1712 fino alla sua morte.

## Biografia
Era figlio del conte Cristiano Ludovico di Waldeck-Wildungen, e di Anna Elisabetta, dei signori di Rappoltstein. Dal 1706 al 1712 fu conte di Waldeck e Pyrmont. Il 6 gennaio 1712 l'imperatore Carlo VI elevò la contea a principato, rendendolo de facto il primo principe di Waldeck e Pyrmont.
Sotto il suo governo vennero costruiti il castello barocco di Pyrmont (1706), il castello di Friedrichstein a Wildungen (1707-1714), e il castello di Arolsen (dal 1713 al 1729), il quale divenne residenza ufficiale del principe dal 1719.

## Matrimonio ed eredi
Il 18 ottobre 1700 sposò ad Hanau la contessa palatina Luisa del Palatinato-Zweibrücken-Birkenfeld (28 ottobre 1678 - 3 maggio 1753), figlia di Cristiano II del Palatinato-Zweibrücken-Birkenfeld. Da questo matrimonio nacquero 11 figli:
- Cristiano Filippo (13 ottobre 1701 - 17 maggio 1728)
- Federica Maddalena (1702-1713)
- Enrichetta (17 ottobre 1703-29 agosto 1785), badessa di Schaaken
- Carlo Augusto Federico (24 settembre 1704 - 29 agosto 1763) sposò la contessa palatina Cristiana Enrichetta del Palatinato-Zweibrücken
- Ernestina Luisa (6 novembre 1705 - 16 maggio 1782) sposò il conte palatino Federico Bernardo del Palatinato-Birkenfeld-Gelnhausen
- Luigi Francesco Antonio (5 maggio 1707 - 24 luglio 1739), principe di Waldeck
- Giovanni Guglielmo (1708-1713)
- Sofia Guglielmina Elisabetta (4 gennaio 1711 - 10 agosto 1775)
- Francesca Cristiana Ernestina (9 maggio 1712-6 gennaio 1782)
- Luisa Albertina Federica (12 giugno 1714-17 marzo 1794), badessa di Schaaken
- Giuseppe (1715-1719)

## Ascendenza
|                                              |                                  |                                        | Genitori                                |  |  | Nonni                  |  |  | Bisnonni                       |  |
|                                              |                                  |                                        |                                         |  |  | Filippo VII di Waldeck |  |  | Cristiano di Waldeck-Wildungen |  |
|                                              |                                  |                                        |                                         |  |  | Filippo VII di Waldeck |  |  | Cristiano di Waldeck-Wildungen |  |
|                                              |                                  | Isabella di Nassau-Siegen              |                                         |  |  | Filippo VII di Waldeck |  |  |                                |  |
| Cristiano Luigi di Waldeck                   |                                  |                                        |                                         |  |  | Filippo VII di Waldeck |  |  |                                |  |
|                                              |                                  | Anna Caterina di Sayn-Wittgenstein     | Ludovico II di Sayn-Wittgenstein        |  |  |                        |  |  |                                |  |
|                                              |                                  | Anna Caterina di Sayn-Wittgenstein     | Ludovico II di Sayn-Wittgenstein        |  |  |                        |  |  |                                |  |
|                                              |                                  | Anna Caterina di Sayn-Wittgenstein     | Isabella Giuliana de Solms-Braunfels    |  |  |                        |  |  |                                |  |
| Federico Antonio Ulrico di Waldeck e Pyrmont |                                  | Anna Caterina di Sayn-Wittgenstein     |                                         |  |  |                        |  |  |                                |  |
|                                              | Giorgio Federico di Rappoltstein | Eberardo di Rappoltstein               |                                         |  |  |                        |  |  |                                |  |
|                                              | Giorgio Federico di Rappoltstein | Eberardo di Rappoltstein               |                                         |  |  |                        |  |  |                                |  |
|                                              | Giorgio Federico di Rappoltstein | Anna di Salm                           |                                         |  |  |                        |  |  |                                |  |
| Anna Isabella di Rappoltstein                | Giorgio Federico di Rappoltstein |                                        |                                         |  |  |                        |  |  |                                |  |
|                                              |                                  | Isabella Carlotta di Solms-Sonnenwalde | Enrico Guglielmo I di Solms-Sonnenwalde |  |  |                        |  |  |                                |  |
|                                              |                                  | Isabella Carlotta di Solms-Sonnenwalde | Enrico Guglielmo I di Solms-Sonnenwalde |  |  |                        |  |  |                                |  |
|                                              |                                  | Isabella Carlotta di Solms-Sonnenwalde | Maria Maddalena di Oettingen-Oettingen  |  |  |                        |  |  |                                |  |
|                                              |                                  | Isabella Carlotta di Solms-Sonnenwalde |                                         |  |  |                        |  |  |                                |  |